# Sałowka (rejon gorodiszczeński)
Sałowka (ros. Саловка) – wieś (sieło) w Rosji, w obwodzie penzeńskim, w rejonie gorodiszczeńskim. W 2010 liczyła 258 mieszkańców.